# مدی کاگر
مدی کاگر (انگلیسی: Meddie Kagere؛ زادهٔ ۱۰ اکتبر ۱۹۸۶) بازیکن فوتبال اهل رواندا است.
از باشگاه‌هایی که در آن بازی کرده‌است می‌توان به باشگاه فوتبال تیرانا، باشگاه فوتبال گور ماهیا، و باشگاه فوتبال الجرجیسی اشاره کرد.
وی همچنین در تیم ملی فوتبال رواندا بازی کرده‌است.